# 渐尖叶独活
渐尖叶独活（学名：Heracleum acuminatum）为伞形科独活属的植物，为中国的特有植物。分布在中国大陆的云南、四川等地，生长于海拔3,000米至3,900米的地区，见于林间草地、林下沟旁或林缘，目前尚未由人工引种栽培。